# Драченинское сельское поселение
Драче́нинское се́льское поселе́ние — упразднённое муниципальное образование в Ленинск-Кузнецком районе Кемеровской области. Административный центр — село Драченино.

## История
Драченинское сельское поселение образовано 17 декабря 2004 года в соответствии с Законом Кемеровской области № 104-ОЗ. 

## Население
| 2010  | 2011  | 2012  | 2013  | 2014  | 2015  | 2016  |
| ----- | ----- | ----- | ----- | ----- | ----- | ----- |
| 1973  | ↘1970 | ↘1954 | ↘1938 | ↘1862 | ↘1815 | ↘1802 |
| 2017  | 2018  | 2019  |       |       |       |       |
| ↘1764 | ↘1715 | ↘1696 |       |       |       |       |

## Состав
| №  | Населённый пункт | Тип населённого пункта       | Население |
| -- | ---------------- | ---------------------------- | --------- |
| 1  | 169 км           | разъезд                      | 2         |
| 2  | Драченино        | село, административный центр | 1077      |
| 3  | Непрерывка       | посёлок при станции          | 98        |
| 4  | Петровский       | посёлок                      | 103       |
| 5  | Раскатиха        | посёлок при станции          | 51        |
| 6  | Сапогово         | деревня                      | 52        |
| 7  | Строительный     | разъезд                      | 0         |
| 8  | Трекино          | деревня                      | 197       |
| 9  | Худяшово         | село                         | 341       |
| 10 | Школьный         | посёлок                      | 52        |